# CRYAB
CRYAB (англ. Crystallin alpha B) – білок, який кодується однойменним геном, розташованим у людей на короткому плечі 11-ї хромосоми. Довжина поліпептидного ланцюга білка становить 175 амінокислот, а молекулярна маса — 20 159.
| 10         |  | 20         |  | 30         |  | 40         |  | 50         |
| ---------- |  | ---------- |  | ---------- |  | ---------- |  | ---------- |
| MDIAIHHPWI |  | RRPFFPFHSP |  | SRLFDQFFGE |  | HLLESDLFPT |  | STSLSPFYLR |
| PPSFLRAPSW |  | FDTGLSEMRL |  | EKDRFSVNLD |  | VKHFSPEELK |  | VKVLGDVIEV |
| HGKHEERQDE |  | HGFISREFHR |  | KYRIPADVDP |  | LTITSSLSSD |  | GVLTVNGPRK |
| QVSGPERTIP |  | ITREEKPAVT |  | AAPKK      |  |            |  |            |

A: Аланін

D: Аспарагінова кислота

E: Глутамінова кислота

F: Фенілаланін

G: Гліцин

H: Гістидин

I: Ізолейцин

K: Лізин

L: Лейцин

M: Метіонін

N: Аспарагін

P: Пролін

Q: Глутамін

R: Аргінін

S: Серин

T: Треонін

V: Валін

W: Триптофан

Кодований геном білок за функціями належить до шаперонів, фосфопротеїнів. 
Задіяний у такому біологічному процесі, як ацетилювання. 
Білок має сайт для зв'язування з іонами металів, іоном цинку. 
Локалізований у цитоплазмі, ядрі.